# Skotska parlamentet
Det skotska parlamentet (Scottish Parliament på engelska, Scots Pairlament på lågskotska, Pàrlamaid na h-Alba på skotsk gaeliska) är Skottlands nationella lagstiftande enkammarförsamling i Edinburgh. Det nuvarande parlamentet upprättades 1999 (efter en folkomröstning 1997), och är det första skotska parlamentet sedan unionen med England 1707.
Parlamentet har 129 ledamöter, med makt över lag och rätt, näringsliv, utbildning, sjukvård, transport, kommuner, jordbruk och fiske, kriminalvård, miljö, turism, kultur och sport, med mera. Storbritanniens parlament fortsätter att ha makt över försvar, utrikesförhandlingar, makroekonomin, TV- och radiosändningar och invandring.

## Val

### Valet 2007
Det skotska parlamentsvalet 2007 var en seger för Scottish National Party SNP som blev största parti med 47 mandat, tätt följt av Labourpartiet med 46 mandat. Skotska konservativa partiet fick 17, Liberaldemokraterna 16 och Scottish Green Party fick 2 mandat. Labours dominans bröts efter över 50 år som Skottlands största parti. Den politiska skillnaden blir troligen inte så stor, då SNP har liknande inriktning. SNP förespråkade folkomröstning om självständighet för Skottland. Labour gjorde sitt sämsta val i Skottland sedan 1922.
Tabellen nedan visar partier med mandat i parlamentet. Margo MacDonald tillhör inget parti och fått platsen på personval.
|  | Skotska Labourpartiet (Scottish labour party): 46                           |
|  | Scottish National Party (Skotska nationella partiet): 47                    |
|  | Skotska konservativa partiet (Scottish Conservative and Unionist Party): 17 |
|  | Skotska liberaldemokraterna (Scottish Liberal Democrats): 16                |
|  | Scottish Green Party (Skotska gröna partiet) : 2                            |
|  | Obunden (Margo MacDonald) : 1                                               |

Scottish Socialist Party (Skotska socialistpartiet) och Scottish Senior Citizens Unity Party (Skotska pensionärspartiet) förlorade alla av sina sex respektive ett mandat som de haft sedan valet 2003.

### Valet 2016
Det skotska parlamentsvalet 2016 var ännu en seger för Scottish National Party (SNP) som blev det största politiska partiet med 63 mandat, men som var en liten tillbakagång jämfört med valet 2011. Labourpartiet tappade mandat för femte skotska valet i följd vilket ledde till att Skotska konservativa partiet blev näst största partiet i parlamentet istället för Labour. Liberaldemokraterna fick 5 mandat vilket inte var någon förändring jämfört med valet 2011 men en minskning jämfört med valet 2007 då partiet fick 16 mandat. Scottish Green Party fick 6 mandat vilket var en 200-procentig ökning jämfört med valet 2007. Det blev en politisk skillnad i jämförelse med valet 2011 då SNP hade egen majoritet i parliamentet. SNP förespråkar en andra folkomröstning om självständighet för Skottland. Labour gjorde ett ännu sämre val än det tidigare sämsta valet i Skottland 1922. Conservatives (Konservativa partiet) gjorde sitt bästa val sedan 1992.
|  | Scottish National Party (Skotska nationella partiet, SNP): 63               |
|  | Skotska konservativa partiet (Scottish Conservative and Unionist Party): 31 |
|  | Skotska Labourpartiet (Scottish labour party): 24                           |
|  | Scottish Green Party (Skotska gröna partiet) : 6                            |
|  | Skotska liberaldemokraterna (Scottish Liberal Democrats): 5                 |
|  | Obunden (Partilös) : 0                                                      |